# Anton Schmidgruber

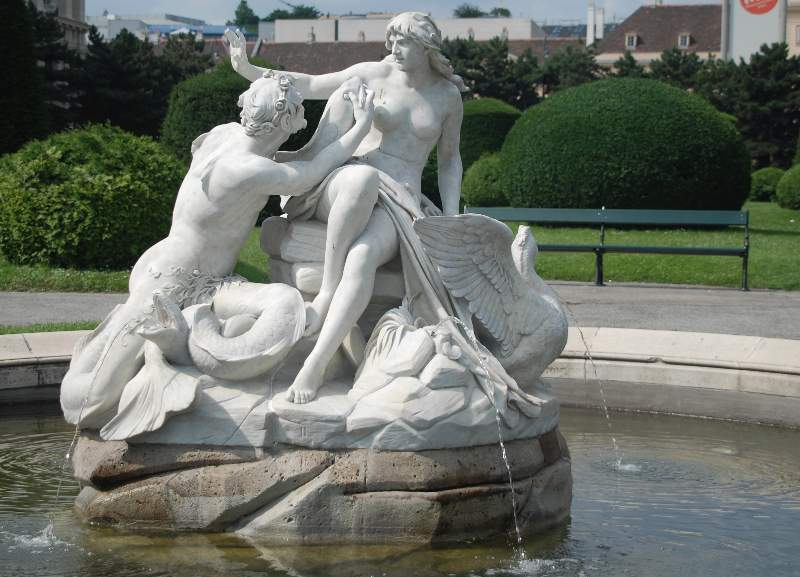
Tritonen- und Najadenbrunnen, Maria Theresien-Platz, 1887/90

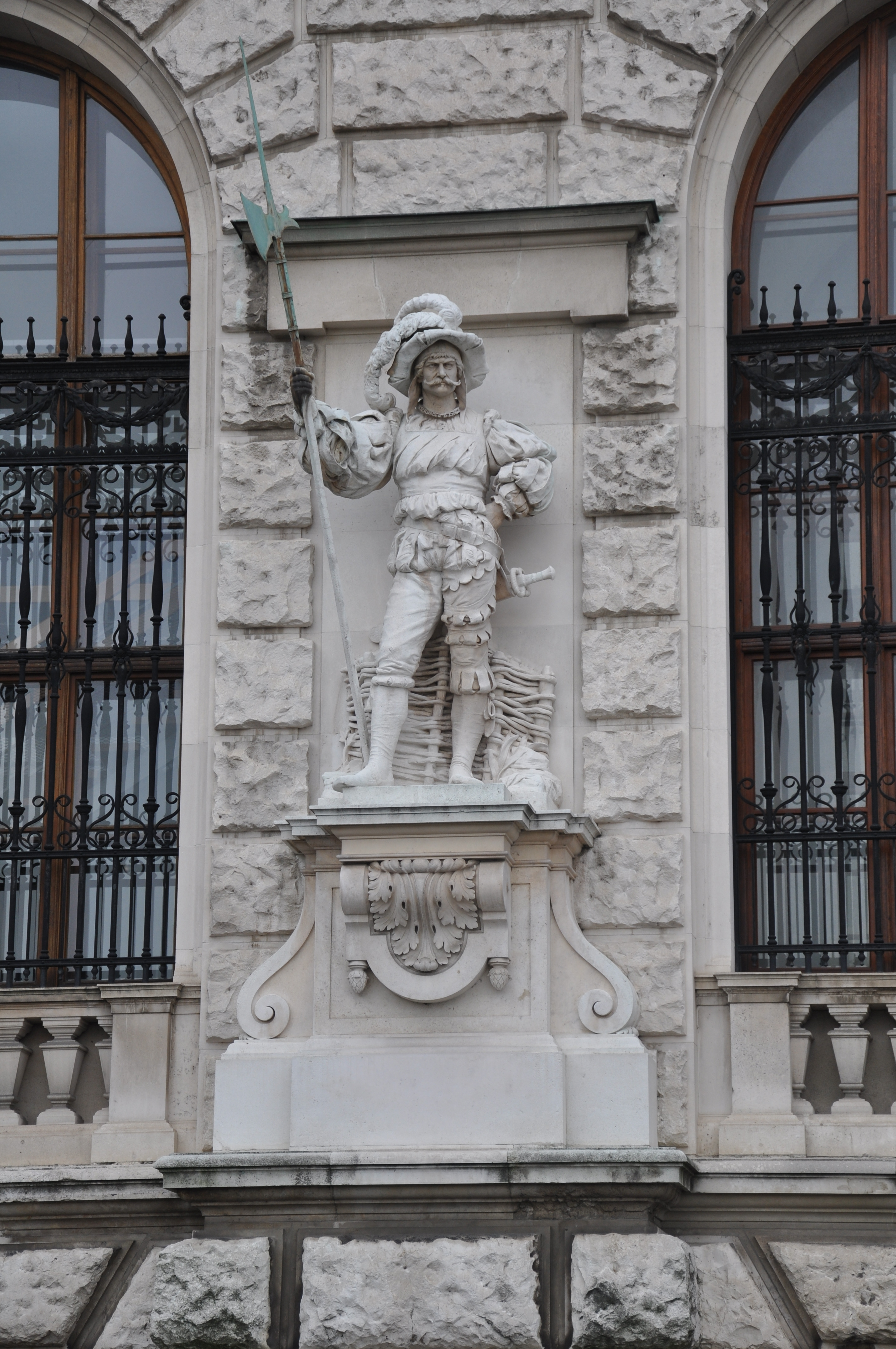
Landsknechtstatue, Neue Burg

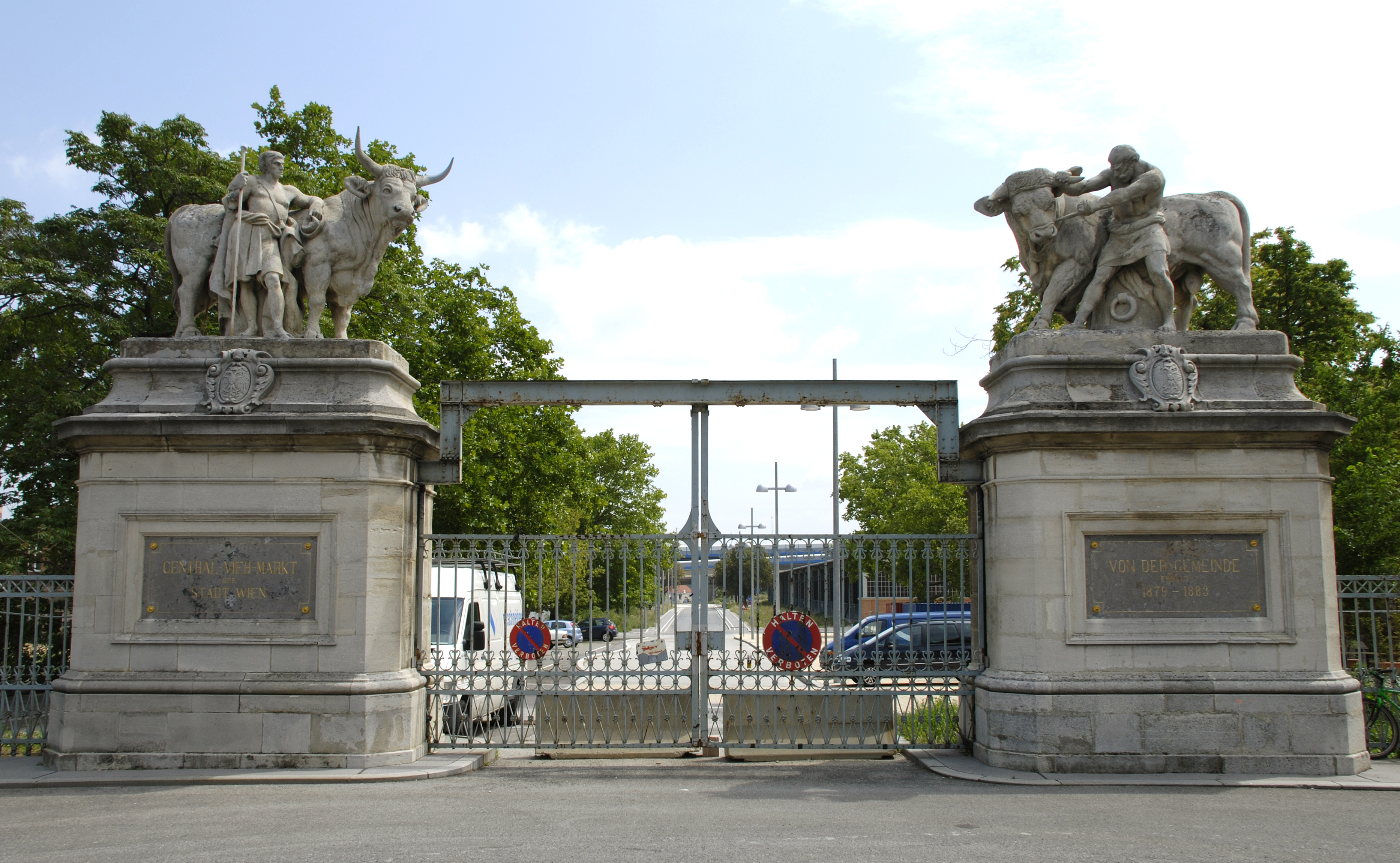
Zwei kolossale Stiergruppen, Toranlage des Zentralviehmarktes St. Marx, 1880/83

Anton Schmidgruber (* 26. März 1837 in Wien; † 18. April 1909 ebenda) war ein österreichischer Bildhauer.

## Leben
Anton Schmidgruber absolvierte das Wiener Schottengymnasium und studierte danach an der Wiener Akademie unter Franz Bauer und ging 1868 auf Studienreise nach Rom, um die Antike zu studieren. Danach war er vorwiegend in Wien tätig, vor allem fertigte er eine Reihe von Statuen und Büsten für die Fassaden der Bauten der Wiener Ringstraße an. Eines seiner Hauptwerke ist die aus Carrara-Marmor geschaffene Statue des Markgrafen Ludwig Wilhelm von Baden-Baden, welcher durch die kaiserliche Entschließung von Kaiser Franz Joseph I. vom 28. Februar 1863 in die Liste der „berühmtesten, zur immerwährenden Nacheiferung würdiger Kriegsfürsten und Feldherren Österreichs“ aufgenommen wurde, zu deren Ehren und Andenken auch eine lebensgroße Statue in der Feldherrenhalle des damals neu errichteten k.k. Hofwaffenmuseums (heute: Heeresgeschichtliches Museum Wien) errichtet wurde. Schmidgruber stellte dieses Werk im Jahre 1872 fertig, gewidmet wurde sie von Kaiser Franz Joseph selbst.
Sein Grabmal befindet sich am Wiener Zentralfriedhof, Gruppe 29, Reihe 1, Nr. 26.

## Werke (Auszug)
- Statue Markgraf Ludwig von Baden-Baden, Carrara-Marmor, 1872, Feldherrenhalle des Heeresgeschichtlichen Museums, Wien
- Statue Kaiser Maximilian I., Sandstein, Akademisches Gymnasium, Wien
- Statue Kaiserin Maria Theresia, Sandstein, Akademisches Gymnasium, Wien
- Zwei Kolossalgruppen Stiere, Sandstein, Wiener Zentralviehmarkt
- Statue Albrecht Dürer, Künstlerhaus Wien
- Vier Prophetenstatuen, Votivkirche, Wien
- Statue Albrecht Dürer, 1871/80, Kunsthistorisches Museum, Wien
- Statue Raffael, 1871/80, Kunsthistorisches Museum, Wien
- Statue Vasco da Gama, 1871/80, Naturhistorisches Museum, Wien
- Statue Christoph Kolumbus, 1871/80, Naturhistorisches Museum, Wien
- Zwei Tritonen- und Najadenbrunnen, 1887/90, Maria-Theresien-Platz, Wien
- Statue Wiener Freiwilliger von 1809, 1872/83, Wiener Rathaus
- Statue Wiener Freiwilliger von 1848, 1872/83, Wiener Rathaus
- Vier Figuren über den Räumen der philosophischen Fakultät, 1877/84, Universität Wien
- Giebelgruppe, Burgtheater, vor 1888, Wien
- Vier Attikafiguren, 1874/83, Parlament, Wien
- Relief Wien, 1874/83, Parlament, Wien
- Statue Poseidon, 1874/83, Parlament, Wien
- Statue Landsknecht, Neue Burg, Wien
- Statue  Christus der Erlöser, 1888, Hl. Procopiuskirche, Prag−Žižkov
- Statue  Christus der Erlöser, 1895, Dolná Krupá, Slowakei
- Porträtbüste Vincenz Freiherr von Augustin, 1906, 58 × 35 × 74 cm, Heeresgeschichtliches Museum, Wien